# Keles (fiume)
Il Keles (in kazako e russo Келес; in uzbeko Keles) è un affluente di destra del Syr Darya che scorre attraverso il Turkistan e la regione uzbeka di Tashkent.
Nasce sui monti Karzhantau e attraversa il settore sud-occidentale della regione del Kazakistan Meridionale, per lo più parallelo al confine con l'Uzbekistan. A Saryaǧaš, forma per un breve tratto il confine con l'Uzbekistan. Qui, sul lato uzbeko del fiume, sorge la città di Keles. Il fiume si getta infine nel Syr Darya, dopo un percorso di 241 km, a monte della diga di Shardara. Il Keles drena un'area di 3310 km². Alla foce ha una portata media di 6,5 m³/s. Nel corso inferiore le sue acque vengono utilizzate per l'irrigazione.